# Cemento Melón (documental)
Cemento Melón es una documental chileno en blanco y negro, dirigido por Carlos Eckardt Zúñiga, rodado en la comuna de La Calera y estrenado en el Teatro Colón de Valparaíso el 6 de septiembre de 1917.

## Argumento
El documental registra el trabajo desarrollado por la industria cementera de Cemento Melón en La Calera, ubicada en la Provincia de Quillota, Región de Valparaíso.